# 卡利切利古雷
卡利切利古雷（義大利語：Calice Ligure），是意大利萨沃纳省的一个市镇。总面积19.36平方公里，人口1669人，人口密度86.2人/平方公里（2009年）。ISTAT代码为009016。